# Abu Bakar di Pahang
Abu Bakar Riayatuddin Al-Muadzam Shah ibni Al-Marhum Sultan Abdullah Al-Mutasim Billah Shah (Pekan, 29 maggio 1904 – Pekan, 7 maggio 1974) è stato sultano di Pahang dal 1932 al 1974.

## Biografia
Abu Bakar di Pahang nacque all'Istana Hinggap di Pekan il 29 maggio 1904. Venne educato presso la Malay School di Pakan e il Malay College di Kuala Kangsar. Fin dalla giovinezza dimostrò un certo interesse per l'arte e la cultura e per gli sport dell'ippica, del polo e del tennis. Nel 1923 venne assunto nel servizio civile del sultanato. Dal 1928 al 1929 fu ufficiale territoriale a Kuala Kangsar e Telok Anson. Dal 1929 al 1930 fu assistente esattore delle rendite terriere a Temerloh. Il 4 giugno 1932 suo padre lo nominò erede apparente con il titolo di Tengku Mahkota.
Il 24 giugno 1932, il giorno dopo la morte del padre, fu proclamato sultano a Pekan. Il 28 maggio dell'anno successivo fu ufficialmente investito presso l'Istana Pantei di Pekan. In questo momento era il più giovane dei sovrani malesi. Fin da subito si dimostrò un sovrano amichevole e accessibile ai suoi sudditi e fece dello sviluppo del paese l'obiettivo del suo regno.
Dal 1941 al 1945 i giapponesi occuparono la penisola malese. Egli sostenne la cooperazione con le attività clandestine di resistenza della Forza 136. Il 17 agosto 1945 gli invasori lo incarcerarono nella piantagione di gomma sul fiume Inacio. Il popolo del Pahang fu sconvolto da questo evento. Nonostante la difficile situazione si distinse per integrità, pazienza e perseveranza. Il 9 settembre successivo fu liberato dal gruppo di resistenza Forza 136.
Dopo la guerra il Pahang vide una notevole crescita economica derivata dalle piantagioni di gomma e dalle miniere di stagno e oro. Durante il suo regno, la capitale dello stato, che allora era Kuala Lipis, venne trasferita a Kuantan. Essendo anche il capo dell'Islam del suo paese, si preoccupò molto delle questioni relative allo sviluppo della religione nello Stato e prese diverse misure per la progressione e la rinascita religiosa. Nel marzo del 1950 istituì il Consiglio religioso islamico.
Si sposò otto volte ed ebbe trentacinque figli, diciotto maschi e diciassette femmine.
Morì all'Istana Peninjau di Pekan il 7 maggio 1974 e fu sepolto nel mausoleo reale della Grande moschea del sultano Abdullah.